# Agylla hypotricha
Agylla hypotricha är en fjärilsart som beskrevs av Felder 1874. Agylla hypotricha ingår i släktet Agylla och familjen björnspinnare. Inga underarter finns listade i Catalogue of Life.